# Богдан II
Бо́гдан II (молд. Богдан II; 1409—1451) — господарь Молдавского княжества с 12 октября 1449 по 15 октября 1451 года, отец Стефана III Великого, брат Петра III Арона.

## Биография
Незаконный сын Александра I Доброго или Старого из династии Мушаты. Восстал против своего племянника Алексэндрела.
В битве у Тэмэшень (возле Романа) 12 октября 1449 года Богдан II побеждает Алексэндрела и становится господарём. Сражение произошло у Тэмэшень на севере от Романа, на реке Сирет. Богдан при поддержке Яноша Хуньяди победил Алексэндрела и его сторонников. Алексэндрел бежал в Польшу, а Богдан вошел в крепость Сучава, где был помазан на царство.
В том же году предоставил убежище своему племяннику Владу Цепешу (известному, как Влад Дра́кула), бежавшему из Валахии от османского войска (Влад затем подружился с сыном Богдана II — будущим Стефаном III Великим).
Чтобы избежать опасности возвращения Алексэндрела в Молдавию, Богдан попытался договориться с польским магнатом Дитрихом Бучацким, чтобы тот стал посредником примирения двух ветвей господарской династии. Попытка провалилась, и польский поход в Молдову зимой 1449—1450 годов заставил Богдана искать поддержки у своего старого союзника — трансильванского князя Яноша Хуньяди. Договор с ним был заключен 11 февраля 1450 года и обновлен 5 июля того же года.
В марте 1450 года Алексэндрел начал подготовку военной кампании в Молдавию, а в августе того же года его армия, набранная из молдаван и поляков, дошла до Днестра. Богдан отступил, избегая решающей битвы и стараясь вымотать силы противника.
5 сентября 1450 года был заключен мирный договор, который предусматривал пребывание на троне Богдана до того времени, когда Алексэндрелу исполнится 24 года, то есть до 1453 года. Взамен Алексэндрел потребовал огромную военную контрибуцию.
Полный решимости сохранить своё правление, Богдан подготовился напасть в Кодрах Красны, где должны были проходить польские войска. 6 сентября 1450 года Богдан II атаковал польскую армию в узком месте возле села Красны, где рельеф и растительность не позволяли полякам развернуть свои силы для сражения. Многие польские дворяне, в том числе и братья Бучацкие, погибли в этой битве. Богдан не стал преследовать поверженного противника.
С этого времени Богдан II начал предпринимать грабительские набеги на Русь.
Другой незаконнорожденный сын Александра Доброго, Пётр III Арон, договорился с Алексэндрелом свергнуть Богдана и совместно править Молдавией. Заговор был приведен в действие октябрьской ночью 1451 года. Ночью Богдан прибыл в село Реусень, принадлежавшее дяде Петра, был опьянен вином, и Петр с 200 воинами-молдаванами, сумев обмануть стражу Богдана, поймал господаря и отрубил ему голову.
Богдан был женат на Марии-Олтя, сестре боярина Влайку и у него было трое детей: Стефан, Мария и Сора.